# Zach Grenier
 (novembre 2022).
Si vous disposez d'ouvrages ou d'articles de référence ou si vous connaissez des sites web de qualité traitant du thème abordé ici, merci de compléter l'article en donnant les références utiles à sa vérifiabilité et en les liant à la section « Notes et références ».
Pour les articles homonymes, voir Grenier (homonymie).
Zach Grenier est un acteur américain, né à Englewood, New Jersey, le 12 février 1954.

## Biographie
Sa mère, d'origine polonaise, a rencontré son père alors qu'il travaillait comme ingénieur du son à WBNX dans le Bronx. Il a fréquenté Pioneer High School à Ann Arbor, Michigan (classe de 1972).
Il est apparu dans la première saison de l'émission de télévision 24 comme Carl Webb, il a joué Andy Cramed, le joueur qui a apporté la peste en ville, dans la série Deadwood, et est apparu dans plusieurs épisodes de New York, police judiciaire. Au cinéma, il a joué le patron d'Edward Norton dans Fight Club et Mel Nicolai dans Zodiac, deux films de David Fincher. Il joue dans le film Conversations nocturnes (1988) le gourou de la finance Sid Greenberg, un rôle qu'il avait interprété dans la version initiale au théâtre. 
Dans le film Twister, il a joué Eddie, l'assistant du Dr Jonas Miller. Il a joué M. Reilly, l'un des associés de Callahan Auto Parts, dans Le Courage d'un con. Il est apparu dans Donnie Brasco comme un thérapeute conjugal. Il a joué le rôle du professeur Cardiff dans un film d'horreur, Pulse en 2006.
En 2009, il est apparu à Broadway face à Jane Fonda dans la pièce 33 Variations, ce qui lui vaut une nomination aux Tony Awards.
En 2010, il a joué dans la série télévisée The Good Wife David Lee, un avocat principal, un rôle qui est devenu un des personnages récurrents, à partir du début de la cinquième saison en septembre 2013.

## Filmographie
- 1988 : Kenny : Jesse
- 1988 : Working Girl : Jim
- 1988 : Conversations nocturnes (Talk Radio) : Sid Greenberg
- 1989 : Pas nous, pas nous (See No Evil, Hear No Evil) : Jerk
- 1989 : Tattingers (série télévisée) : Sonny Franks (1988)
- 1990 : Business oblige (A Shock to the System) : Executive #2
- 1991 : Junior le terrible 2 (Problem Child 2) : Voytek
- 1991 : Un crime dans la tête (Delirious) : Mickey
- 1991 : Traumatismes (Liebestraum) : Barnard Ralston IV
- 1993 : Rivalen des Glücks - The Contenders : Transexual
- 1993 : Cliffhanger : Traque au sommet (Cliffhanger) : Davis
- 1993 : L'Homme sans visage (The Man Without a Face) : Dr Lionel Talbot, psychiatre
- 1995 : Cafe Society : Milton Macka
- 1995 : Le Courage d'un con (Tommy Boy) : Ted Reilly
- 1995 : Drunks : Al
- 1995 : Reckless : Anchor Person Re: Trish
- 1995 : Les Aventuriers de l'or noir (The Stars Fell on Henrietta) de James Keach : Larry Ligstow (propriétaire du restaurant grec)
- 1996 : Gang in Blue : Joe Beckstrem
- 1996 : Twister de Jan de Bont : Eddie
- 1996 : Nuit noire (Mother Night) : Joseph Goebbels
- 1996 : Risque maximum (Maximum Risk) : Ivan Dzasokhov
- 1997 : Donnie Brasco : Dr Berger
- 1997 : Under the Bridge : John
- 1997 : C-16 ("C-16: FBI") (série télévisée) : Jack DiRado
- 1999 : Chevauchée avec le diable (Ride with the Devil) d'Ang Lee : M. Evans
- 1999 : Fight Club : Richard Chesler
- 1999 : Ally McBeal (série télévisée) : Maître Benson (saison 2, épisode 16)
- 2000 : Shaft : Harrison Loeb
- 2000 : Insomnies (Chasing Sleep) : Geoffrey Costas
- 2001 : X-Files : Aux frontières du réel (épisode Seul) : Herman Stites
- 2001 : Laughter on the 23rd Floor (TV) : Brian Doyle
- 2001 : The Whistle-Blower (TV) : Louis T. Weitzman
- 2001 : 24 heures chrono (série télévisée) : Carl Webb
- 2001 : Opération Espadon (Swordfish) : Assistant Director Bill Joy
- 2004 : Les Forces du mal (Touching Evil) (série télévisée) : Commander Hank Enright
- 2004-2006 : Deadwood (série télévisée) : Andy Cramed
- 2006 : Pulse : Professor Cardiff
- 2007 : Zodiac : Mel Nicolai
- 2007 : Les Quatre Fantastiques et le Surfer d'argent : M. Sherman / Rafke
- 2011 : J. Edgar : John Condon
- 2010-2011 : New York, unité spéciale : juge Miranski (saison 12 , épisode 5 et 15)
- 2010-2016 : The Good Wife (série télévisée) : David Lee
- 2013 : Zero Hour (série télévisée) : Wayne Blanks
- 2014 : RoboCop : Sénateur Dreyfus
- 2014 : Blacklist (série télévisée) : Novak
- 2014 : Turks and Caicos (TV) : Dido Parsons
- 2014 : Free the Nipple : Jim Black
- 2015 : La romance à Manhattan (Manhattan Romance) : Trevor
- 2016 : BrainDead (série télévisée) : Dean Healy
- 2017 : The Tap (série télévisée) : Président Brewster
- 2017 : Chicago Police Department (série télévisée) : Père Bill McSorley
- 2017 : Crown Heights de Matt Ruskin : Détective Cassel
- 2017 : The Good Fight (série télévisée) : David Lee
- 2017 : Blindspot (série télévisée) : Herman
- 2018-2019 : Ray Donovan (série télévisée) : Ed Feratti
- 2020 : Devs (série télévisée) : Kenton
- 2022 : She Said de Maria Schrader : Irwin Reiter